# سیورستال
سیورستال (به روسی: Северсталь) به معنای "فولاد شمالی"، شرکت فولاد روسی است، که فعالیت‌های عمده‌ای نیز در استخراج معادن دارد. دفتر مرکزی این شرکت در شهر چرپووتس، در شمال روسیه قرار دارد. بخشی از سهام شرکت سیورستال در بازارهای بورس مسکو، بورس فرانکفورت و بورس لندن دادوستد می‌شود.
با توجه به برآورد مجله متال بولتن، شرکت سیورستال از سال ۲۰۰۹ به‌عنوان بزرگترین شرکت فولاد در کشور روسیه محسوب می‌شود. اکثریت سهام این شرکت متعلق به الکسی مورداشوف است. وی در حال حاضر مدیرعاملی این شرکت را برعهده دارد.
سیورستال دارای امکانات عمده صنعتی در کشورهای روسیه، اوکراین، قزاقستان، فرانسه، ایتالیا و ایالات متحده و چند کشور آفریقایی می‌باشد.
شرکت سورستال دارای بزرگترین ذخایر کربن شناخته شده در جهان است، که بعنوان نمونه معادن زغال سنگ آن از تمامی شرکت‌های فعال در صنایع معادن بیشتر می‌باشد. شرکت سیورستال همچنین مالک یک شرکت هواپیمایی به نام سیورستال ایر بوده، که فرودگاه خانگی (آشیانه) آن؛ فرودگاه چرپووتس می‌باشد.